# エミリー・フッド・ウェスタコット
エミリー・フッド・ウェスタコット（Emily Hood Westacott, 1910年5月6日 - 1980年10月9日）は、オーストラリア・クイーンズランド州ブリスベン出身の女子テニス選手。フルネームは Emily Jane Lucy Harding Hood Westacott （エミリー・ジェーン・ルーシー・ハーディング・フッド・ウェスタコット）という。1930年代の全豪選手権（現在の全豪オープン）で活躍した選手で、1939年の女子シングルス優勝者になり、女子ダブルスでも3勝を挙げた。旧姓「エミリー・フッド」（Emily Hood）というが、1930年にクライド・ウェスタコット（Clyde Westacott）と結婚し、既婚選手として2つの姓を併用した。彼女のテニスは“爆音のような”グラウンド・ストロークで粘り強く勝負し、フォアハンド・ストロークとバックハンド・ストロークを同じラケット面で打っていた。右利きの選手。

## 来歴
エミリー・フッドは20歳の時、1930年の全豪選手権女子ダブルスでマーガレット・モールズワースとペアを組んで初優勝した。16歳の年齢差があった2人は、決勝でシルビア・ランス・ハーパー＆マージョリー・コックス組を 6-3, 0-6, 7-5 で破って優勝している。この後、フッドは8月20日にクライド・ウェスタコットと結婚し、その後は2つの姓を併用して「エミリー・フッド・ウェスタコット」と名乗った。1932年と1933年の2年連続で、ウェスタコットはシングルスのベスト4に入る。ウェスタコットとモールズワースは、1933年と1934年の女子ダブルス部門でも優勝し、ペアとして2年連続3度目の優勝を成し遂げた。1922年に第1回女子シングルス優勝者となったモールズワースは、1935年に41歳で現役を引退した。
モールズワースの引退後、ウェスタコットは1937年に女子シングルスで初めての決勝進出を果たす。それまで、彼女は1932年・1933年・1935年の3度準決勝敗退で止まっていた。最初の決勝戦では、ウェスタコットはナンシー・ウィンに 3-6, 7-5, 4-6 で敗れた。2年後の1939年、エミリー・ウェスタコットは2度目の決勝戦でネル・ホップマンを 6-1, 6-2 で破り、ようやくシングルス初優勝を達成した。シングルス決勝に進んだ年は、2度とも女子ダブルス準優勝になっている。1937年の女子ダブルスではホップマンと、1939年はメイ・ハードキャッスルと組んだが、いずれも決勝でウィンとテルマ・コインの組に敗れた。ナンシー・ウィンとテルマ・コインは、第2次世界大戦前の全豪選手権女子ダブルスで1936年-1940年に5連覇し、終戦後も7度の優勝を重ねた強豪ペアである。
ウェスタコットは1939年の女子シングルス優勝で選手生活を終えたが、戦前の全豪選手権は1940年まで開催があった。一連の活躍から40年あまり後、エミリー・フッド・ウェスタコットは1980年10月9日に70歳で死去した。

## 全豪選手権の成績
- 女子シングルス：1勝（1939年）　［同部門準優勝1度：1937年］
- 女子ダブルス：3勝（1930年・1933年・1934年）　［同部門準優勝2度：1937年・1939年］

（混合ダブルス準優勝2度：1931年・1934年）